# Линнань
Линнань (кит. упр. 岭南, пиньинь lǐngnán — буквально «К югу от горных хребтов»), вьетнамский вариант — Линьнам (вьет. Lĩnh Nam) — историческое (со времён династии Восточная Чжоу) название юго-восточной части Китая, преимущественно из провинции Гуандун и соседней с ней Гуанси, а также северного Вьетнама, входившего в царство Намвьет (Наньюэ). Ныне сюда относят также провинции Хунань, Цзянси и остров Хайнань.
В 40-43 годах сёстрами Чынг часть территории бывшего Намвьета — более 65 вьетских городов, составлявших Линьнам, были временно освобождены от китайского господства. Сёстры объявили себя государынями Линьнама и приняли имя Чынг. Они стали правящими королевами и отражали китайские атаки больше двух лет.